# Rakole
Rakole (nemško Rakollach) je naselje v Občini Velikovec v Okraju Velikovec na Koroškem v Avstriji.